# Carabunia gigantica
Carabunia gigantica är en stekelart som beskrevs av Subba Rao 1973. Carabunia gigantica ingår i släktet Carabunia och familjen sköldlussteklar.
Artens utbredningsområde är Uganda. Inga underarter finns listade.